# Laubeck-Rensberg
Das Naturschutzgebiet Laubeck-Rensberg liegt auf dem Gebiet der Gemeinde Schonach im Schwarzwald im Schwarzwald-Baar-Kreis in Baden-Württemberg.
Das Gebiet erstreckt sich nordwestlich des Kernortes Schonach im Schwarzwald. Westlich und südlich verläuft die Landesstraße L 109 und östlich die B 33. Westlich fließt die Elz.

## Bedeutung
Für Schonach im Schwarzwald ist seit dem 17. Mai 1996 ein 232,9 ha großes Gebiet unter der Kenn-Nummer 3.224 als Naturschutzgebiet ausgewiesen. Es handelt sich um einen „durch Moore und ausgedehnte Nadelwälder gekennzeichneten Höhenrücken östlich des oberen Elztales.“ Es ist ein „struktur- und artenreiches Mosaik aus unterschiedlichen Wäldern, Mooren, Wiesen, Weiden und anderen Lebensräumen.“